# Sběratelství plechovek
Sběratelství plechovek je poměrně starý koníček. Sběratelství plechovek se řadí do několika skupin, například sbírání plechovek od piva, sbírání plechovek od energetických a takzvaných soft (například Semtex, Monster atp.) nápojů. V České republice existuje komunita sběratelů, kteří jsou navzájem v kontaktu. 
Nejspíše největší sbírku pivních plechovek má v Česku Petr Slanina, jehož sbírká čítá více než 8 000 unikátních kusů. Největší sbírku pivních plechovek na světě vlastní Jeff Lebo. Má ve své sbírce přes 96 tisíc plechovek. 

## Sběratelství plechovek od energetických nápojů
Tento trend je rozšířený zejména mezi mladšími generacemi, stejně jako energetické nápoje samotné. Mezi nejpopulárnější značky ceněné sběrateli se řadí Monster a Rockstar. 